# 拎璧龍皮粉蝨
拎璧龍皮粉蝨（学名：Pealius psychotriae）为粉蝨科皮粉蝨屬下的一个种。